# Distribuirani nadzor inačica
 Distribuirani nadzor inačica (eng. distribude revision control, distributed version control, decentralized version control) je računalnom programiranju sustav distribuiranog nadzora inačica. Sustav vodi evidenciju o softverskim inačicama te dopušta brojnim razvijateljima raditi na danom projektu a da se pritom nije morao obvezno spojiti na običnu mrežu.
Distribuirani nadzor inačica pristupa nadzoru inačica po šemi peer-to-peera, nasuprot pristupa klijent-poslužitelj kojim se služe centralizirani sustavi. Za razliku od pojedinačnog, središnjeg repozitorija na kojim klijenti sinkroniziraju, svaka peerova radna kopija kodne baze je bona fide repozitorij.
Distribuirani nadzor inačica sinkronizira se razmjenom skupova promjena od peera do peera.

## Vanjske poveznice
- Esej o raznim sustavima nadzora inačica  Arhivirana inačica izvorne stranice od 9. studenoga 2020. (Wayback Machine), posebice o odjeljku "centralizirani protiv decentraliziranog"
- Uvod u sustave distribuiranih nadzora inačica - članak na IBM Developer Works